# Hans-Friedrich Lange
Hans-Friedrich Lange (* 26. April 1952) ist ein deutscher Jurist. Er war von 1997 bis 2017 Richter am Bundesfinanzhof, seit Oktober 2011 als Vorsitzender Richter.

## Leben und Wirken
Lange studierte an der Westfälischen Wilhelms-Universität Münster Rechtswissenschaften. Nach Abschluss seiner juristischen Ausbildung trat er 1978 in den Justizdienst des Landes Nordrhein-Westfalen ein und war zunächst in der Verwaltungsgerichtsbarkeit als Richter tätig. Im Oktober 1988 wechselte er an das Finanzgericht Münster. Während seiner dortigen Tätigkeit erfolgte eine dreijährige Abordnung als wissenschaftlicher Mitarbeiter an den Bundesfinanzhof. Lange ist promoviert.
Nach seiner Ernennung zum Richter am Bundesfinanzhof im September 1997 wies das Präsidium Lange dem V. Senat zu. Im Juli 2009 wechselte er in den XI. (Umsatzsteuer-)Senat. Mit der Ernennung zum Vorsitzenden Richter am 12. Oktober 2011 übernahm Lange den Vorsitz des Senats. Seit 2008 war er zudem Mitglied im Großen Senat des Bundesfinanzhofs. Lange trat am 31. Oktober 2017 in den Ruhestand.
Lange war neben seiner richterlichen Tätigkeit als Lehrbeauftragter im Steuerrecht an der Westfälischen Wilhelms-Universität Münster tätig. Seit Mai 2008 lehrt er dort als Honorarprofessor.